# Звёздный фаллос
«Звёздный фа́ллос» («Звездоху́й») — российская литературная премия, учреждённая в 2008 году Андреем Бычковым. Премия за 2011 год не присуждалась.

## История
По заявлению учредителя, Андрея Бычкова, премия «призвана поощрять и финансово поддерживать деятелей литературы и искусства, находящихся в оппозиции к официозно-коррумпированной культуре. Премия присуждается за независимое стояние, непреклонное проникновение и принципиально беспринципное наслаждение творчеством».
Премия за 2009 год вручалась 13 февраля 2010 года в галерее художника Семёна Петерсона. В церемонии принимали участие Сергей Летов, Антонио Грамши, Тэн Сэн Хо. Арт-видео-поддержку мероприятию оказал Алексей Изуверов.
Имя Егора Радова внесено в мемориал премии.
Координатор премии «Нонконформизм» Михаил Бойко в 2011 году сказал о «Звёздном фаллосе»:
Есть дружественная нам премия «Звёздный фаллос», но она слишком эпатажна. Правда, в этом году она вручалась в третий раз, а премия как коньяк — чем старее, тем престижней.
Премия за 2011 год не присуждалась.
В 2017 году решением оргкомитета премия была присуждена редакции НГ Ex libris в номинации «Редакция» по случаю двадцатилетнего юбилея коллектива. Вручение состоялось 27 января 2017 года в Зверевском центре современного искусства.

## Лауреаты по годам
| Год  | Поэзия           | Проза            | Критика и эссеистика | Философия       | Журналистика     | Киноискусство   |
| ---- | ---------------- | ---------------- | -------------------- | --------------- | ---------------- | --------------- |
| 2008 | Евгений Лесин    | Игорь Яркевич    | Андрей Мирошкин      | Алексей Нилогов | Юрий Сошин       | Филипп Гаррель  |
| 2009 | Андрей Чемоданов | Олег Разумовский | Ефим Лямпорт         | Вадим Руднев    | Анатолий Ульянов | Не присуждалась |
| 2010 | Валерий Нугатов  | Николай Байтов   | Кирилл Решетников    | Вадим Штепа     | Гарик Осипов     | Не присуждалась |